# Ihráč
Ihráč (węg. Dalos) – wieś (obec) na środkowo-zachodniej Słowacji, w kraju bańskobystrzyckim, w powiecie Żar nad Hronem.

## Położenie
Ihráč leży w Górach Kremnickich, w wąskiej dolinie Ihráčskiego Potoku, ok. 6 km na południowy wschód od Kremnicy. Zabudowania w formie ulicówki ciągną się od ok. 460 do ok. 550 m n.p.m. Centrum wsi leży na wysokości 490 m n.p.m. Od północnego wschodu nad wsią wznosi się szczyt Chlm (też: Horný chlm, Chom; 1012 m n.p.m.). Przez wieś biegnie lokalna droga z Kremnicy przez Nevoľné i Jastrabą do Trnavý Hory w dolinie Hronu.

## Historia
Pierwsze wzmianki o wsi pochodzą z 1388 r., gdy należała ona do feudalnego „państwa” zamku Šášov. W końcu XVII w. przeszła na własność komory górniczej w Bańskiej Bystrzycy. Nazwa wsi zmieniała się z biegiem lat: Graach (1388), Jehracz (1773), Ihráč (1808), Hráč (1920), Ihráč (od 1927).
Mieszkańcy znajdowali zatrudnienie przy wydobyciu i przeróbce rud w rejonie Kremnicy, zajmowali się wyrębem drewna, paleniem węgla drzewnego i hodowlą. W XIX w. częste były sezonowe migracje do prac polowych na Nizinie Węgierskiej (słow. pospolicie Dolná zem). W 1905 r. na terenie wsi (w miejscu zw. Roveň) prowadzono próbną eksploatację tufów trachitowych.
W czasie słowackiego powstania narodowego jesienią 1944 r. mieszkańcy aktywnie wspierali walczące oddziały powstańcze, za co później faszyści część wsi wypalili. Z rąk niemieckich wieś została wyzwolona w nocy z 2 na 3 kwietnia 1945 r.
W 1966 r. wieś posiadała 398 ha ziemi wykorzystywanej rolniczo, w tym 90 ha gruntów ornych. Obecnie pozostały z tego głównie pastwiska, a mieszkańcy wsi pracują przeważnie w leśnictwie oraz w zakładach Żaru nad Hronem i Kremnicy.

## Atrakcje turystyczne
Na terenie wsi, tuż nad jej centrum, znajduje się pomnik przyrody Ihráčske kamenné more (lokalnie zwane Liška). We wsi również początek znakowanego kolorem  zielonym szlaku turystycznego, który przez Dolný chlm (812 m n.p.m.) i Chlmový grúň (1076 m n.p.m.) prowadzi do schroniska Hostinec pod głównym grzbietem Gór Kremnickich (ok. 3 godz.).